# Olle Ståhlberg
Carl Olov (Olle) Ståhlberg, född 23 juni 1919 i Rättvik, Kopparbergs län, död 31 januari 2002 i Johanneshov, var en svensk författare och tecknare.
Han var son till fotografen Carl Ståhlberg och hans hustru Beda. Ståhlberg studerade vid Otte Skölds målarskola i Stockholm 1940 och vid Skolan för bok- och reklamkonst 1944–1945. Han utgav 1947 boken Årstaglimtar från skilda sekel som han själv illustrerade med teckningar.